# Jean Gaspard de Vence

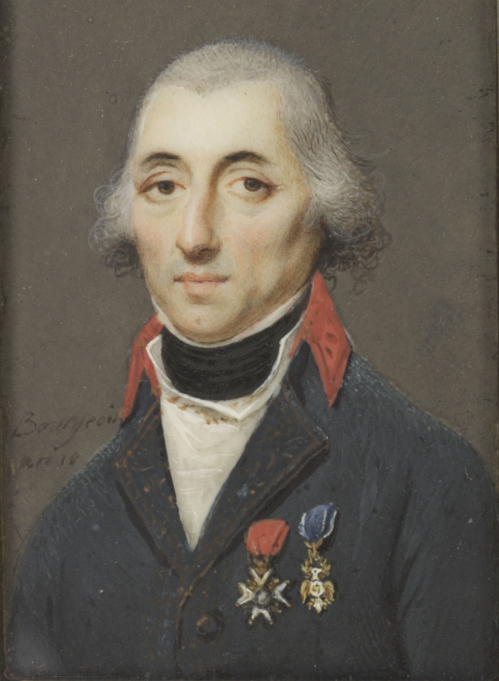
Jean Gaspar Vence. Porträtbild von Charles Guillaume Alexandre Bourgeois im Louvre.

Jean Gaspard de Vence (* 6. April 1747 in Marseille, Frankreich; † 12. März 1808 bei Tonnerre, Frankreich) war ein französischer Korsar und Marineoffizier. Er beendete seine Karriere im Rang eines Konteradmirals und war der erste Seepräfekt von Toulon.

## Biografie

### Frühe Jahre
Sein Vater Nicolas (1697–1771), ehemaliger Kapitän eines Handelsschiffs, war Reeder und Intendant des Gesundheitswesens in Marseille. Er besaß Zuckerplantagen in Saint-Domingue und war außerdem zusammen mit der Familie Clary an der Seifenherstellung in Marseille beteiligt. Seine Mutter, Marie Caudière, stammte aus einer alten Familie von Anwälten und Seeleuten aus dem Bürgertum von Martigues, aus der unter anderem auch Paul-Michel-Frédéric Caudière entstammt.
Gaspard de Vence wuchs in Marseille auf. Im Alter von fünfzehn Jahren reiste er nach Saint-Domingue, um von dort aus mit seinem älteren Bruder Jean-Baptiste (1729–1790) an Unternehmungen französischer Korsaren teilzunehmen. 1766 diente er dann in der französische Marine auf dem 74-Kanonen-Schiff Le Protecteur unter dem Kommando von Broves als Teil des Geschwaders von Joseph de Bauffremont. Er kehrte zur Handelsschifffahrt zurück, wurde schnell Kapitän und segelte ab 1767 auf der L’Auguste an der Westküste Afrikas, erlitt jedoch zwischen dem Kap der Guten Hoffnung und dem Fort Saint-Philippe de Benguela Schiffbruch. Vence gelang erst nach einem viermonatigen Landmarsch die Rückkehr in die Zivilisation, wobei viele seiner Besatzungsmitglieder ums Leben kamen. Von Skorbut gezeichnet erreichte er schließlich Marseille.

### Freibeuter und Offizier des Königs während des Amerikanischen Unabhängigkeitskrieges

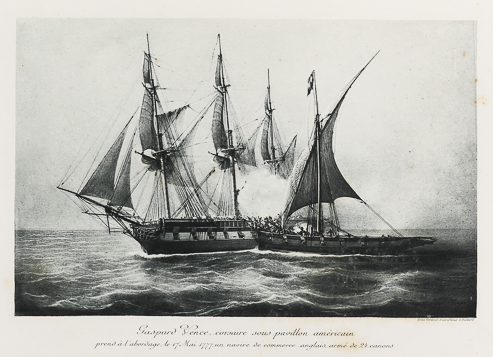
Vence, als Freibeuter unter amerikanischer Flagge, enterte am 17. Mai 1777 ein englisches Handelsschiff, das mit 24 Kanonen bewaffnet war.

1776, zu Beginn des Amerikanischen Unabhängigkeitskrieges, ging er erneut nach Westindien, um sich dort wiederum als Korsar zu betätigen, diesmal – da Frankreich noch nicht in den Krieg eingetreten war – in Diensten und unter der Flagge der Vereinigten Staaten.
Im Mai 1777 gelang es Vence, als Kapitän der Tigre, ausgerüstet mit 14 Kanonen, nur einem Mast und einem Lateinersegel, allerdings mit 120 Mann, ein englisches Handelsschiff mit 24 Kanonen zu kapern. In der Folge entwickelte sich Vence zu einem der gefürchtetsten Korsarenkapitäne, der in den folgenden 18 Monaten in den Westindischen Inseln 40 Schiffe angriff. Das Parlament des Vereinigten Königreichs unter Lord North setzte auf seinen Kopf ein Preisgeld von zwei Millionen Pfund Sterling aus. Vence und ein anderer Freibeuter, Louis Pringent, erbeuteten so viele Schiffe, dass die Versicherungsprämien für Schiffe in den Seegebieten Dominica, Grenada und Saint-Christophe um 23 % anstiegen.
Als Ludwig XVI. Großbritannien den Krieg erklärte, operierte Vence entsprechend wieder unter der Flagge Frankreichs. Wegen seiner Bekanntheit in den Westindischen Inseln wurde Vence von Marquis de Bouillé, Gouverneur von Französisch-Westindien, bei der Eroberung von Dominica eingesetzt. An der Spitze von 400 auf seine Kosten ausgerüsteter Flibustiere eroberte Vence das im Süden der Insel liegende Fort von Cachacrou. Im Anschluss verhinderte er die Plünderung der Insel durch seine Männer, indem er ihnen eine Summe von 5.280 portugiesische Real aus seinem eigenen Vermögen zahlte.
Zurück in Martinique erhielt er für diese Leistung die Beförderung zum Lieutenant de Frégate und wurde am 20. September 1778 zum Kommandant der La Truite ernannt. Mit diesem Schiff nahm er am 15. Dezember unter Admiral d’Estaing an der Seeschlacht vor St. Lucia teil. Am 1. Januar 1779 übernahm er das Kommando über La Cérès.
Anschließend wurde er Lieutenant de Vaisseau auf der Languedoc, dem Flaggschiff von Admiral d’Estaing, mit dem Vence eine enge Freundschaft verband. In der Folge war Vence maßgeblich an der Einnahme Grenadas aus den Händen von Lord Macartney, dem Gouverneur der Insel, beteiligt. Hierbei spielte er eine entscheidende Rolle bei der Einnahme des Hügels Morne de l’Hôpital, der beherrschenden Position der Insel.
An der Spitze von achtzig Grenadieren erreichte Vence die Spitze des Hügels, durchbrach die Barrikaden, eroberte die Batterien auf der Ostseite und hisste die französische Flagge. Er konnte die Position gegen einen Gegenangriff der Briten halten, bis d’Estaing mit weiteren Truppen eintraf. Als die Franzosen die erbeuteten Kanonen von Le Morne auf die Stadt richteten, ergab sich Lord Macartney mit seinen Truppen. Bei dieser Gelegenheit erbeutete Vence auch die persönliche Schatulle von Lord Macartney, die er allerdings zurückgeben musste.

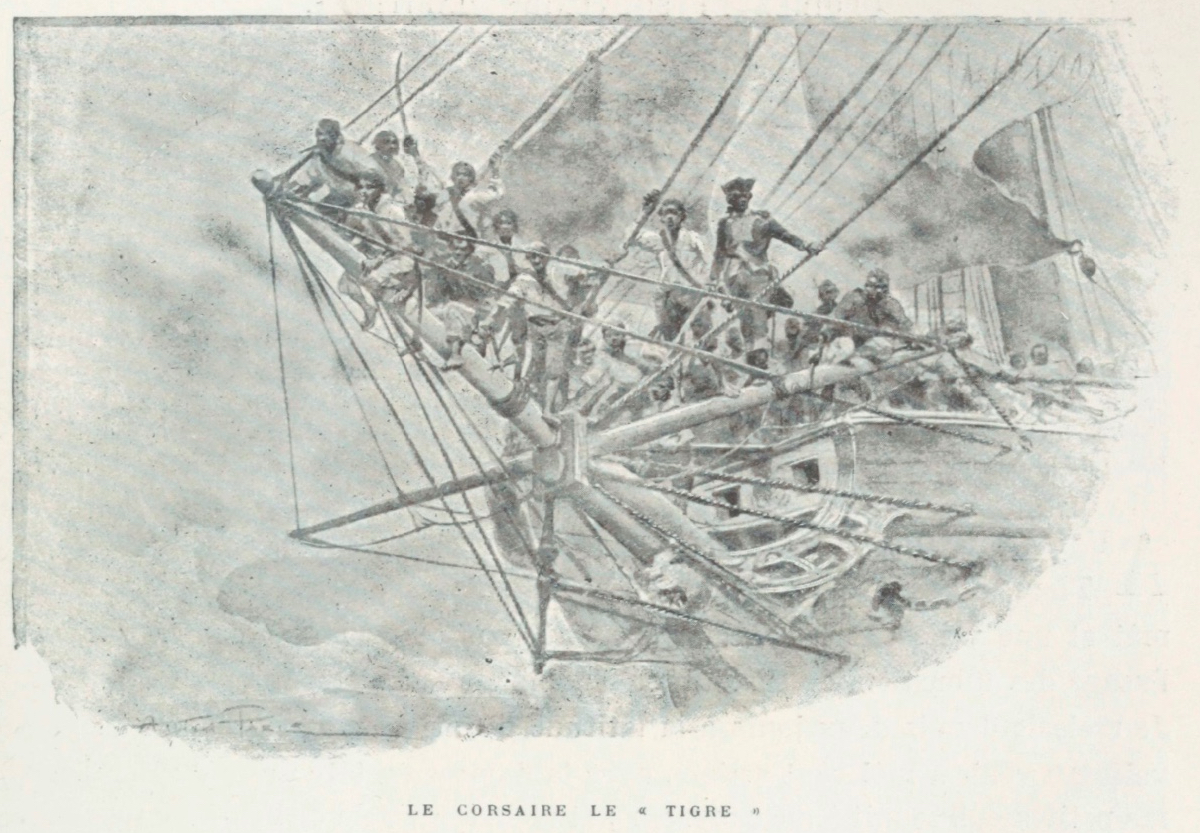
Vence auf seinem Schiff, der Tigre. Zeichnung von Alfred Jean Marie Paris.
Vence während der Eroberung von Grenada am 4. Juli 1779. Zeichnung von Alfred Jean Marie Paris.
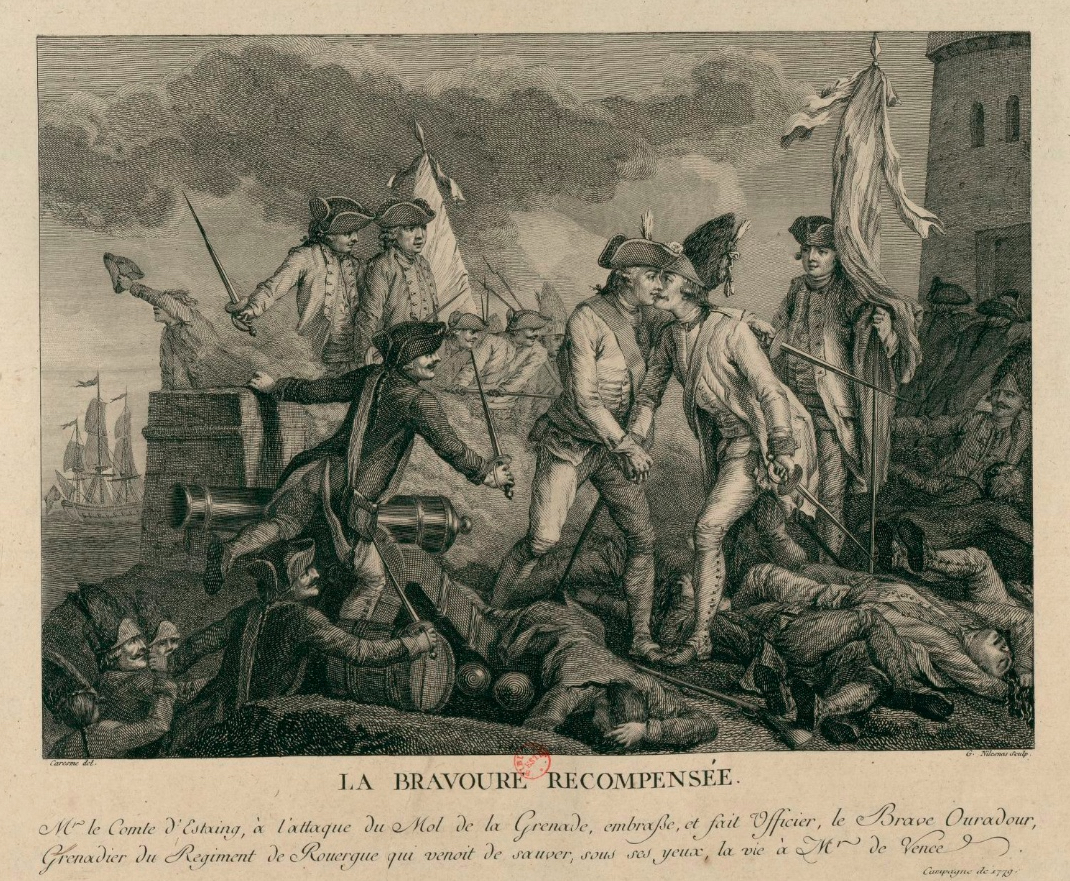
Episode des Angriffs auf den Hügel Morne de l’Hôpital: Der Graf d’Estaing macht den Grenadier Ouradour vom Regiment de Rouergue, der gerade dem Monsieur de Vence das Leben gerettet hatte, zum Offizier.
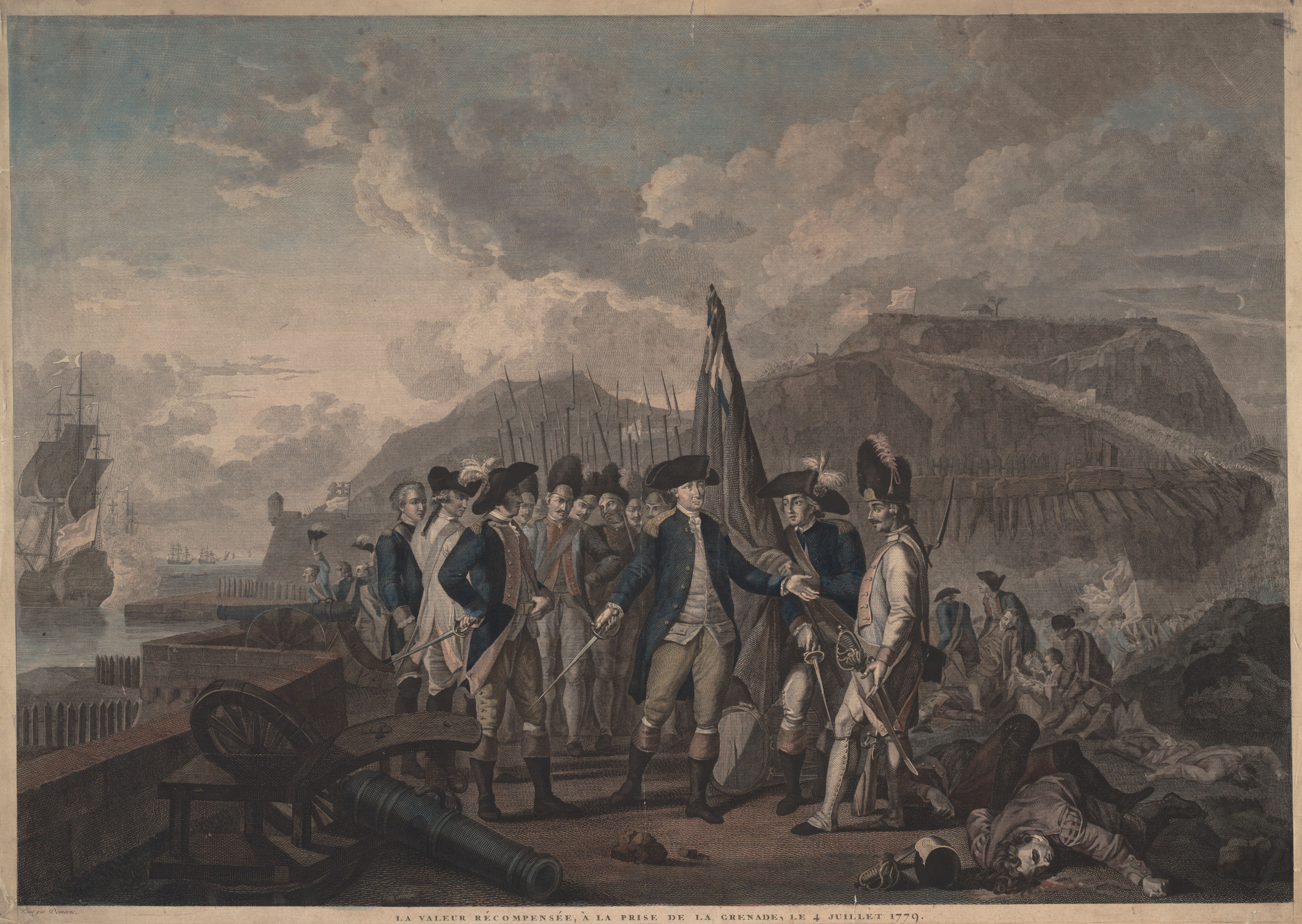
Die gleiche Szene mit d’Estaing, Ouradour und Vence, festgehalten von Jean-Louis de Marne (1752–1829).
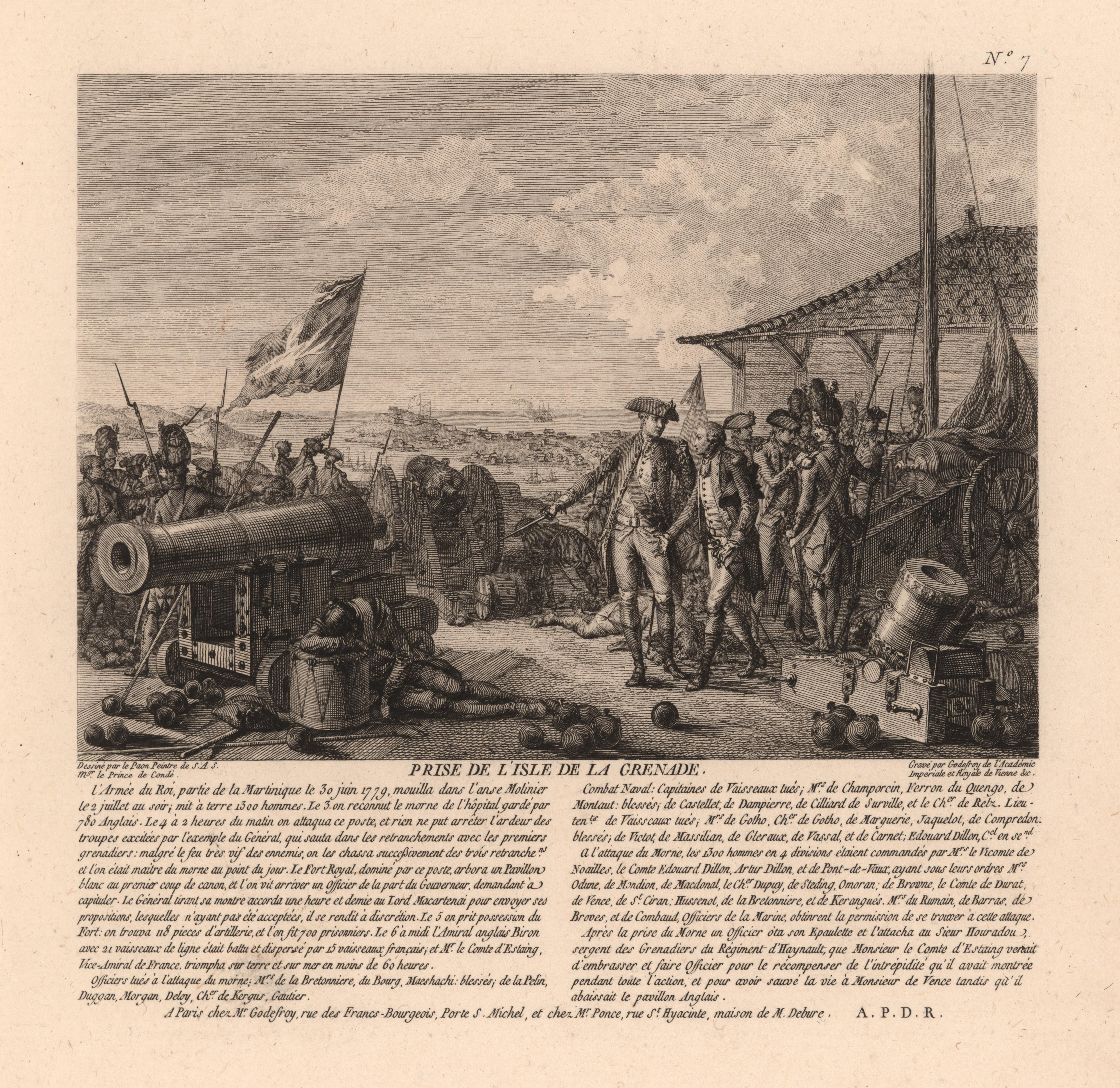
Weitere Ansicht der Eroberung Grenadas. Lithographie von Jean-Baptiste le Paon, François Godefroy und Nicolas Ponce.

Vence erhielt für diesen Einsatz den Ordre royal et militaire de Saint-Louis und wurde zum Hafenkapitän der eroberten Stadt ernannt. Bei der Eroberung der Insel lernte Vence auch Louis-Marie de Noailles kennen.
Im September 1779 war Vence erneut unter d’Estaing bei der Belagerung von Savannah eingesetzt. Erneut gelang ihm an der Spitze seiner Grenadiere die Eroberung einer entscheidenden Position, diesmal der Hauptschanze bei Spring-Hill. In der Folge erhielt er allerdings keine Verstärkungen und musste sich wieder zurückziehen. Trotzdem war Vence einer der wenigen, die sich in dieser französischen Niederlage bewährten.
Anfang 1780 war Vence zum Ritter von Saint-Louis ernannt worden und wurde 1783 als Gründungsmitglied in die Society of the Cincinnati aufgenommen. In der Folge tat er erneut als Hafenkapitän von Grenada Dienst und wurde hier Opfer einer Intrige. So wurde er beschuldigt, sich am Verkauf von Marineausrüstung persönlich bereichert zu haben. Die Anschuldigungen waren vermutlich fingiert, jedoch wurde Vence trotzdem 1783 aus Westindien abberufen und erhielt Befehl, sich Bussy in Indien anzuschließen.
Allerdings wurde das Schiff, das ihn zunächst nach Frankreich zurückbringen sollte, mit seinem riesigen Vermögen, das er als Korsar angehäuft hatte, vom britischen Kapitän Henry Trollope nahe der spanischen Küste versenkt. Vence wurde von Trollope gerettet, ohne erkannt zu werden, und mit anderen Schiffbrüchigen in Lissabon an Land gesetzt. Vom Botschafter des Königs über die Anwesenheit d’Estaings in Cádiz informiert, begab Vence sich dorthin und diente erneut unter dem Admiral auf der Le Terrible.

### Admiral während der Revolution
Zur Zeit der französischen Revolution wurde Vence auf Befehl des Marquis de La Fayette als Offizier der Pariser Nationalgarde rekrutiert. Zeitgleich führte d’Estaing das Kommando über die Nationalgarde in Versailles. 1792 wurde er wieder als Kapitän in die Marine aufgenommen und von allen Anklagen freigesprochen, die in Grenada gegen ihn erhoben worden waren. Er erhielt weiterhin eine Entschädigung für seine Ausgaben und Gehälter aus den alten Feldzügen.

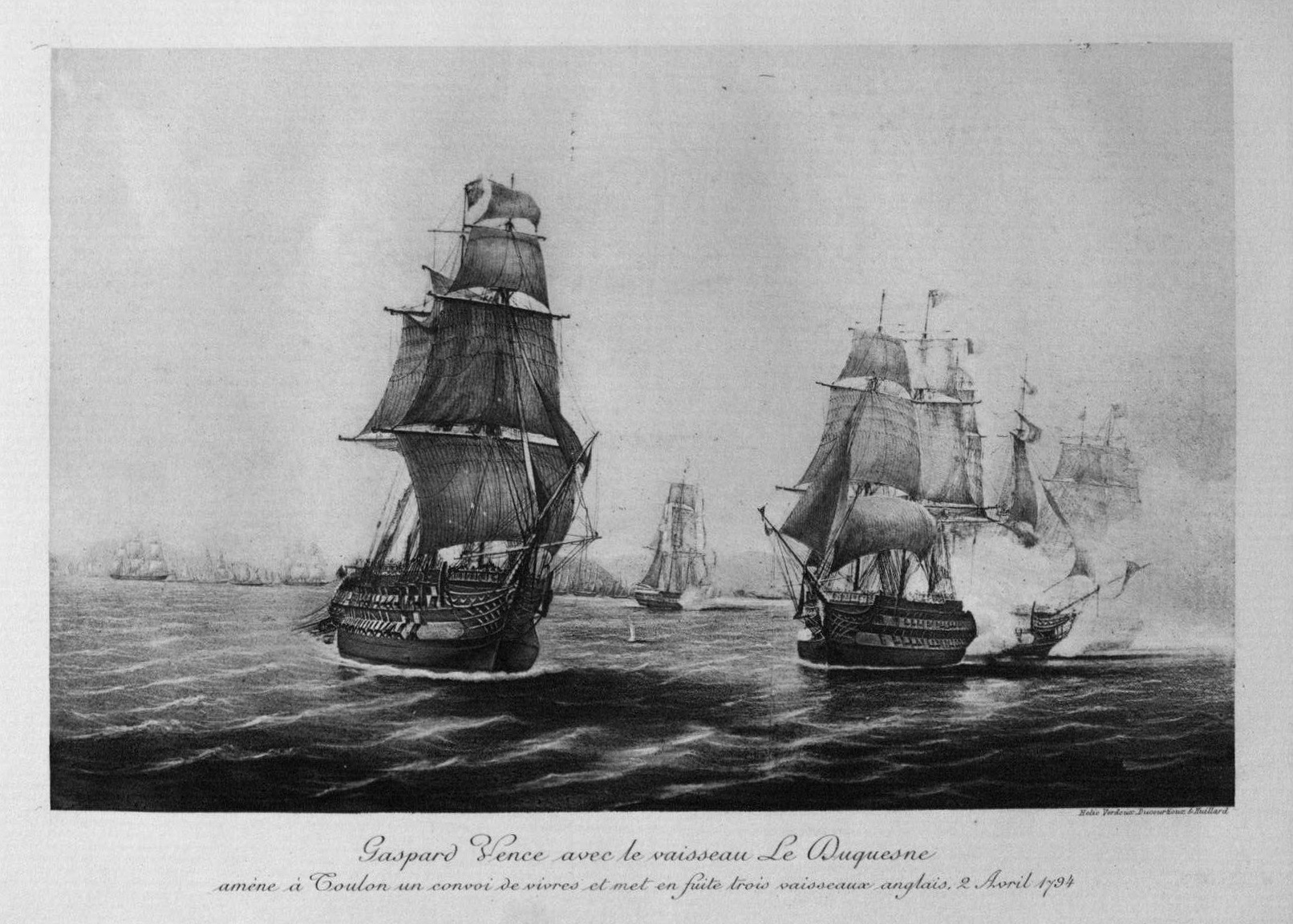
Vence eskortierte mit dem Schiff Le Duquesne einen Lebensmittelkonvoi nach Toulon – hier im Gefecht mit britischen Schiffen am 2. April 1794

1793, während einer Hungersnot in Frankreich, reiste Vence dann mit der Le Duquesne und weiteren Schiffen in die Levante und nach Tunis, um Getreide zu kaufen. Als sich seine Rückkehr auch durch britische und spanische Kriegsschiffe, die den Konvoi erbeuten wollten, verzögerte, geriet Vence erneut in die politische Schusslinie und wurde unter dem Vorwurf des Hochverrats in Tunis festgehalten. Die Revolutionsregierung schickte schließlich Pléville Le Pelley nach Tunis, um Vence von seinem Kommando zu entheben und zu ersetzen. Doch nach einer Untersuchung erkannte Pelley die Rechtschaffenheit und die Bemühungen von Vence, den Konvoi zurückzuleiten, bestätigte ihn in seinem Kommando und kehrte nach Paris zurück, um die Vences Position zu vertreten, die im Übrigen vom Bey von Tunis Hammouda Pascha bestätigt wurde.
Vence konnte schließlich mit 80 Schiffen nach Marseille aufbrechen und von dort weiter ins ebenfalls notleidende Toulon weiterfahren, wo er mit Jubel begrüßt wurde. Unterwegs durchbrach er mehrfach die britischen Blockaden und nahm zwei spanische Schiffe vor Korsika als Prisen.
Anschließend kommandierte er die L’Heureux in Toulon und wurde per Dekret vom 2. September 1794 mit Dienstalter ab dem 16. November 1793 zum Konteradmiral ernannt. 1794 tat er Dienst in Brest.
Vence verfolgte mit Bestürzung den Prozess und die Verurteilung zum Tod durch die Guillotine seines Freundes Admiral d’Estaing und reiste nach Paris, um sich von ihm zu verabschieden. Am 13. September 1793 musste Vence außerdem miterleben, wie sein Neffe Nicolas-Jean-Baptiste (1771–1793), Verwalter von Bouches-du-Rhône und Abgeordneter des Konvents von Bourges als Racheaktion durch die Royalisten sowie einer seiner Cousins mütterlicherseits, der Rechtsanwalt Michel-François Caudière (1735–1794), Präsident des Comité Général des Sections de Martigues, während der Aufstände der Fédéralistes am 17. Germinal Jahr II für Föderalismus ebenfalls guillotiniert wurden.
Einige Zeit später eskortierte Vence einen Konvoi von Bordeaux entlang der Atlantikküste nach Lorient, wurde aber von Admiral Cornwallis Geschwader angegriffen und zum Rückzug zur Belle-Île-en-Mer gezwungen. Gegen den Rat von Kerguelen der ebenso vor Ort war, schickten die Kommissare des Konvents in Brest Louis Thomas Villaret de Joyeuse mit einem Geschwader aus, um Vence zu unterstützen. Die Geschwader vereinigten sich bei der Île de Groix und wurden im Anschluss daran von der britischen Flotte gestellt, was zur Seeschlacht bei der Île de Groix führte, die für die französische Flotte verloren ging.
Vom 24. Juni bis 8. Dezember 1795 war Vence im Hafen von Lorient stationiert und befehligte dort die Marinestreitkräfte. 1796 war er neben Villaret de Joyeuse zweiter Befehlshaber der Flotte du Ponant in Brest. Eine Beteiligung an der irischen Expedition teilzunehmen, lehnte Vence angesichts des beklagenswerten Zustands ab der Schiffe, des dramatischen Mangels an erfahrenen Besatzungen und dem Fehlen von Nahrungsreserven ab und wurde von Marineminister Laurent Truguet durch Bouvet de Précourt ersetzt.

### Funktionen in Toulon

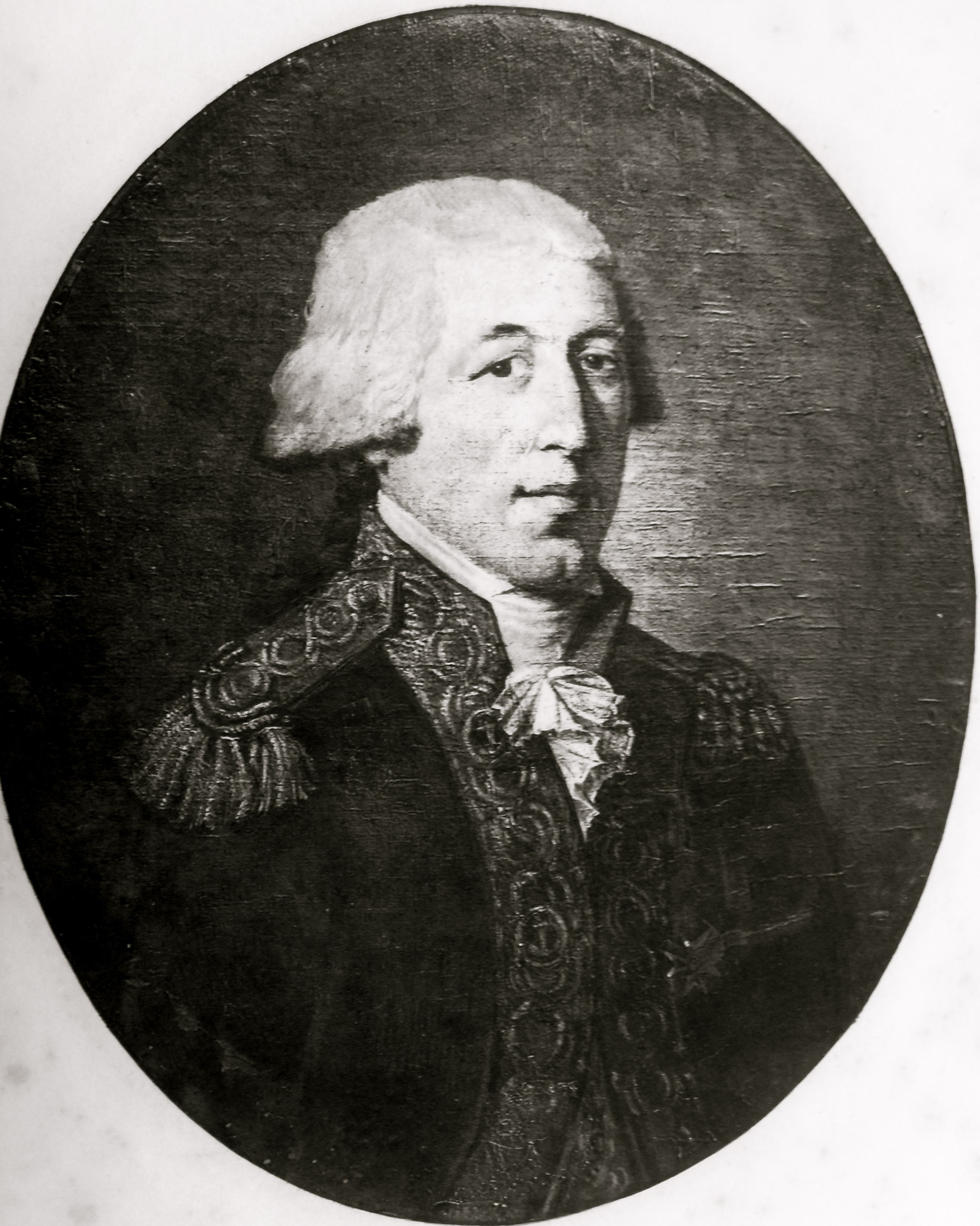
Porträt eines unbekannten Künstlers

Nach dem Staatsstreich des 18. Fructidor V am 4. September 1797 wurde Vence zum Commandant des Armes in Toulon ernannt; In dieser Funktion war er gemeinsam mit Najac, dem kommandierenden Offizier der Marine von Toulon, und an der Seite von Bonaparte für die Vorbereitung der Großen Flotte und des Brueys-Geschwaders auf den Ägyptenfeldzug verantwortlich. Während seines Aufenthalts in Toulon für die Vorbereitungen wurde Vence täglich von Napoleon Bonaparte in seinem Arbeitszimmer besucht und die Heftigkeit der Diskussionen wurde manchmal durch die Anwesenheit der jungen Tochter von Vence gemildert, der Bonaparte viel Zuneigung entgegenbrachte. Nach dem Abzug des Geschwaders sorgte Vence für die logistische Basis für die Operationen in Italien, die französische Landung auf Malta und in Ägypten sowie für die Vorbereitung eines zweiten Geschwaders von achtunddreißig Schiffen, die Bonaparte in Ägypten verstärken sollten. Mehrmals kam es vor, dass er die Ausrüstung der Schiffe und die Männer der Geschwader aus eigenem Vermögen finanziert, da ihm zu wenig Mittel zur Verfügung gestellt wurden.
Erneut geriet Vence in der Folge in Schwierigkeiten, diesmal mit der Gemeinde Toulon, nachdem er einen inhaftierten Marineoffizier freigelassen hatte, der als Emigrant denunziert worden war. Nach einem Konflikt mit Bruix wurde er am 25. Mai 1799 zum Kommandeur des Hafens von Rochefort ernannt, allerdings am 3. September 1799 durch ein Dekret des Direktoriums wieder in seine alte Funktion eingesetzt.
Das Konsulat ernannte ihn am 20. Juli 1800 wiederum in Toulon zum Seepräfekten (französisch: Préfet maritime), nachdem diese Institution ins Leben gerufen worden war. Vence hielt weiterhin Kontakt zu den Truppen in Ägypten und beaufsichtigte die Aufstellung des Entsatzgeschwaders, das Ganteaume ursprünglich für den Einsatz gegen die Barbaresken-Korsaren bestimmt hatte, sowie die Aufstellung von Admiral Linois – einem seiner engen Freunde – und Generaladjutant Pierre Devaux für die erste Seeschlacht von Algeciras am 6. Juli 1801, die für die französische Marine erfolgreicher verlief als die Seeschlacht bei Abukir.
Im Jahr 1802 wurde er zum Kommandeur eines Geschwaders in Brest berufen. Vence ging dann mit dem Geschwader nach Boulogne, wo Bonaparte für die geplante Invasion in England eine Armee zusammenstellte. Vence kritisierte die für den Transport der Truppen über den Ärmelkanal bereitgestellten Flachboote als absolut ungeeignet und bezeichnete sie als „Nussschalen“. Folglich wurde er 1803 in den Ruhestand versetzt, obwohl seine Beförderung zum Vizeadmiral bereits vorgesehen war.
Vence zog sich auf seinen Landsitz Vaulichères in der Nähe von Tonnerre zurück, wo er Weinbau betrieb. Er starb dort am 12. März 1808 im Alter von 60 Jahren.

## Weiteres
Vence war 1785 in den Aufzeichnungen der Freimaurerloge „La Douce Union“ in Grenada (schottischer Ritus) als Zweiter Sachverständiger und als Rosenkreuzerritter vermerkt. Ab 1804 war er auch Mitglied der Loge „Les Amis Réunis“ in Auxerre. Die maritime Forschungsloge „Contre-amiral Vence n°2“ wurde ihm zu Ehren 2010 als Zweig der maritimen Forschungsloge „La Pérouse n°1“ an der Mittelmeerküste innerhalb der Association ponantaise d’histoire maritime (angegliedert an die International Commission for Maritime History) benannt.

## Ehrungen
Sein Porträt wurde von Joseph Boze angefertigt. Charles Guillaume Alexandre Bourgeois malte ebenfalls mehrere Miniaturporträts von Vence.
Nach ihm sind der Boulevard de l’Amiral Vence in Toulon und die Rue Jean-Gaspard-Vence in Marseille benannt.

## Familie
Vence heiratete 1784 eine Württembergin aus Besigheim, Marie-Marguerite von Wettener en Brondout, Tochter des Jean-Henry und der Pierrette Girardin en Brondout. Aus dieser Verbindung gingen zwei Kinder hervor:
- Jean-Anthelme (1785–1802), ebenfalls Marineoffizier, verstorben in Martinique[21]
- Marie-Jeanne-Nicolas (1791–1870), die 1812 den Marineoffizier Auguste-Joseph Dumas (1772–1845) heiratete. Aus dieser Verbindung entstammt der spätere Konteradmiral Charles Joseph Dumas-Vence (1823–1904)